# キーウィーノー郡 (ミシガン州)
キーウィーノー郡（英: Keweenaw County）は、アメリカ合衆国ミシガン州アッパー半島の西部に位置する郡である。2010年国勢調査での人口は2,156人であり、2000年の2,301人から6.3%減少した。ミシガン州で最も人口の少ない郡である。郡庁所在地は未編入の町イーグルリバー村（人口71人）であり、同郡で人口最大の自治体はアーミーク村（人口146人）である。
キーウィーノー郡はホートン小都市圏に属している。郡内にはアイル・ロイヤル国立公園が入っている。キーウィーノー・リバティ図書館はオンライン図書館であり、キーウィーノー郡とそれを構成する郡区、および郡の道路に関する立案を行う郡道路委員会にとって重要問題と考える法律文書および公的記録にリンクしている。
郡名はインディアンの言葉で「陸路搬送が行われる道あるいは場所」を意味しているとされている。

## 地理

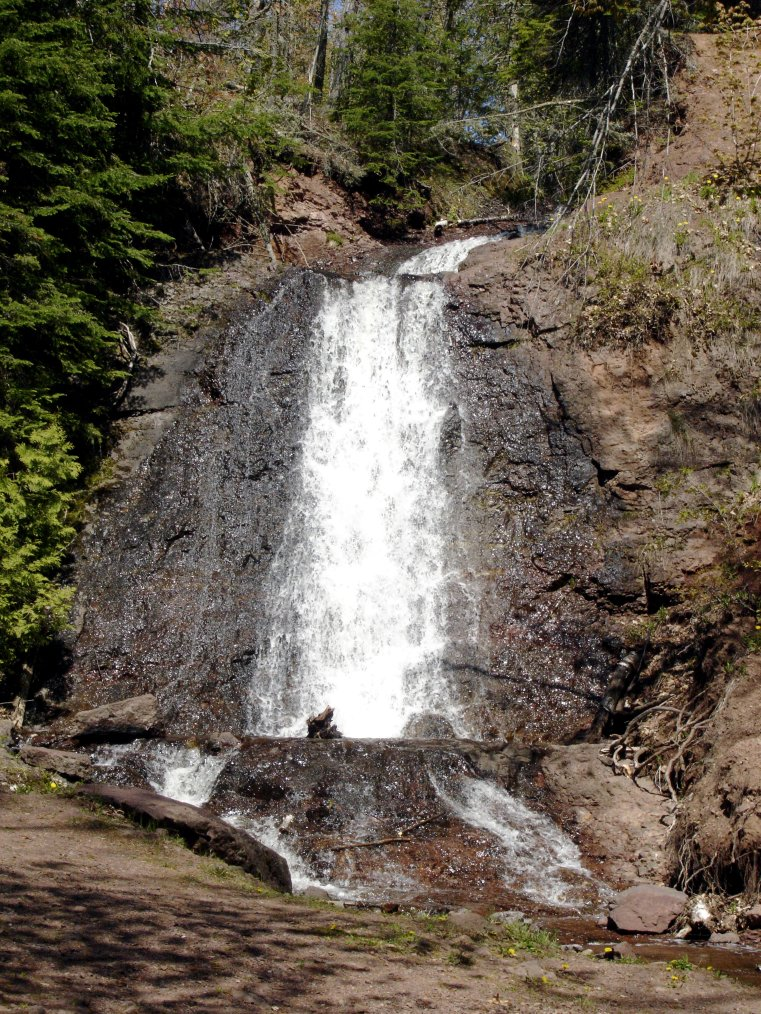
ヘイブン滝、ラクラベル近く、ヘイブン・クリークにある

キーウィーノー郡はミシガン州で最北に位置している。アメリカ合衆国国勢調査局に拠れば、郡域全面積は5,965.96平方マイル (15,451.8 km2)であり、このうち陸地540.97平方マイル (1,401.1 km2)、水域は5,424.98 平方マイル (14,050.6 km2)で水域率は90.93%である。
アメリカ合衆国の郡および郡相当地域の中で、キーウィーノー郡は水域率が最も高い。その大半はスペリオル湖であり、陸地は9.1％に過ぎない。北端はスペリオル湖に浮かぶアイル・ロイヤルであり、キーウィーノー半島よりもカナダに近く位置している。

### 主要高規格道路
- アメリカ国道41号線
- ミシガン州道26号線

### 隣接する郡
- アルジャー郡 - 東、スペリオル湖の対岸
- マーケット郡 - 南東、スペリオル湖の対岸
- ホートン郡 - 南
- オントナゴン郡 - 南西
- クック郡 (ミネソタ州) - 北西、スペリオル湖の対岸
- カナダ、オンタリオ州サンダーベイ地区 - 北、スペリオル湖の対岸

### 国立保護地域
- アイル・ロイヤル国立公園
- キーウィーノー国立歴史公園（部分）

## 人口動態
以下は2000年の国勢調査による人口統計データである。
| 基礎データ - 人口: 2,301人 - 世帯数: 998 世帯 - 家族数: 604 家族 - 人口密度: 2人/km2（4人/mi2） - 住居数: 2,327軒 - 住居密度: 2軒/km2（4軒/mi2） 人種別人口構成 - 白人: 94.96% - アフリカン・アメリカン: 3.52% - ネイティブ・アメリカン: 0.13% - アジア人: 0.13% - その他の人種: 0.17% - 混血: 1.09% - ヒスパニック・ラテン系: 0.78% 先祖による構成 - フィンランド系：37.0% - ドイツ系：10.1% - イギリス系：8.7% - イタリア系：6.5% - フランス系：5.6% 言語による構成 - 英語：96.5% - フィンランド語：1.8% - スペイン語：1.3% | 年齢別人口構成 - 18歳未満: 22.5% - 18-24歳: 6.4% - 25-44歳: 21.3% - 45-64歳: 29.4% - 65歳以上: 20.3% - 年齢の中央値: 45歳 - 性比（女性100人あたり男性の人口） - 総人口: 116.5 - 18歳以上: 104.1 世帯と家族（対世帯数） - 18歳未満の子供がいる: 20.9% - 結婚・同居している夫婦: 51.6% - 未婚・離婚・死別女性が世帯主: 5.7% - 非家族世帯: 39.4% - 単身世帯: 35.8% - 65歳以上の老人1人暮らし: 17.4% - 平均構成人数 - 世帯: 2.13人 - 家族: 2.76人 収入と家計 - 収入の中央値 - 世帯: 28,140米ドル - 家族: 36,758米ドル - 性別 - 男性: 27,165米ドル - 女性: 21,667米ドル - 人口1人あたり収入: 16,769米ドル - 貧困線以下 - 対人口: 12.7% - 対家族数: 7.4% - 18歳未満: 15.0% - 65歳以上: 12.5% |

### 収入

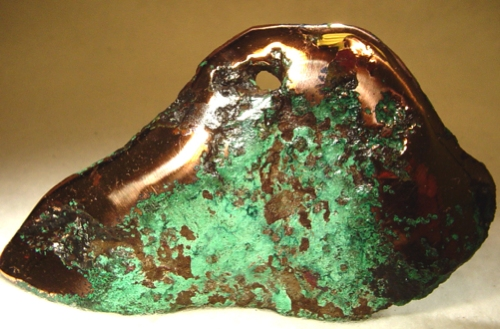
キーウィーノー郡から出土した自然銅磨き標本。19世紀後半から20世紀初めにかけて郡内では銅の鉱業が栄えた

## 郡政府
郡政府は郡監獄の運営、地方道の維持、地方裁判所の運営、権利譲渡と抵当権設定記録など重要記録の維持、公衆衛生規制の管理、福祉など社会サービスの項目で州の施策への参加を行う。郡政委員会は予算を管理するが、法や条例を作るのは限定付き権限である。ミシガン州では、警察と消防、建設と区画割、税評価、街路維持など地方政府の大半機能は個々の都市と郡区の責任である。
キーウィーノー郡庁舎と保安官住居および監獄はスペリオル湖に面したイーグルリバーの町にある。郡庁舎は1866年に建設され、1886年に保安官住居および監獄が増設され、1925年に改修された。郡庁舎は当初の外観を保っている。
人口の少ないキーウィーノー郡は19世紀後半から20世紀初めにかけて銅採掘産業の中心だったが、現在はリゾート地に変身した。このために1900年の人口より2000年の人口が少なくなったことでは、ミシガン州唯一の郡である。

## 郡区
キーウィーノー郡は下記5つの郡区に分割されている。
- アルーズ
- イーグルハーバー
- グラント
- ホートン
- シャーマン

 
|}

## 都市と町
| 村 - アーミーク、面積最大の法人化村（ミシシッピ川以東では総面積で最大の州の最大の郡にある） | - カッパーハーバー - イーグルハーバー - イーグルリバー - 郡庁所在地 - ヒバーズ - ゲイ - ラクラベル - マンデン - モホーク - フェニックス |